# Wohn- und Wirtschaftsgebäude An der Kirche 1
Das Wohn- und Wirtschaftsgebäude An der Kirche 1 südlich der Kirche, im Zentrum der niedersächsischen Gemeinde Loxstedt, Ortsteil Stotel, im Landkreis Cuxhaven, stammt aus der zweiten Hälfte des 19. Jahrhunderts. Aktuell (2024) wird es als Wohnhaus, gewerblich (Reiterclub) und landwirtschaftlich genutzt.
Das Gebäude steht unter Denkmalschutz (siehe auch Liste der Baudenkmale in Loxstedt).

## Beschreibung
Das eingeschossige zur Brinkstraße giebelständige Wohn- und Wirtschaftsgebäude als Vierständer-Hallenhaus, in Backstein, mit reetgedecktem Krüppelwalmdach, Niedersachsengiebel mit Uhlenloch und Grooter Door mit Korbbogen sowie Rund- und Segmentbogenöffnungen, wurde 1866 (Inschrift) gebaut. Links steht ein Stallanbau.
Die historische Pflasterung vor dem südlichen Giebel und südwestlich des Hauses ist auch denkmalgeschützt.
Das Landesdenkmalamt befand u. a.: „… orts- und straßenbildprägend an der Kreuzung … regionstypisches Gebäude ….“